# 손정도
손정도(孫貞道, 1881년 7월 26일 ~ 1931년 2월 19일)는 한국의 독립운동가, 감리교 목사이다. 대한민국 임시정부 임시의정원 의장과 교통부 총장으로 활동하였다. 그의 아들은 훗날 대한민국 해군의 아버지로 초대 해군참모총장 및 국방부 장관을 역임한 손원일 제독이다. 윤치호 일가와는 사돈으로, 윤치호의 이복 동생 윤치창이 그의 맏사위였다. 자는 호건(浩乾), 호는 해석(海石), 문세(文世)로 평안남도 출신이다.

## 생애

### 생애 초기
1881년 7월 26일 평안남도 강서군(江西郡) 증산면(甑山面) 오흥리(吳興里)에서 손형준(孫亨俊)과 오신도(吳信道)의 장남으로 태어났다. 그의 출생년도는 확실하지 않아 1872년생 설, 1881년생 설, 1882년생 설이 있다. 유교가문에서 태어났으며, 부유한 환경에서 성장했는데 손정도의 아버지 손형준은 전통적인 유림인사였으며 강서 지방에서는 명성이 높은 부농이기도 했다.
유년기에 서당에서 한학을 수학했고, 1888년 사숙(私塾)에 입학하여 한학(漢學)을 수학하였으며 관리 지망생이었다. 1895년 23세에 중매로 고향 이웃 아저씨인 박용(朴鏞)의 첫째 딸 박신일(朴信一)과 결혼하였다. 박신일에게서 장녀 진실(眞實, 다른 이름은 원미(元美)), 차녀 성실(誠實), 장남 원일(元一), 차남 원태(元泰), 삼녀 인실(仁實)이 태어났다.

### 과거 포기와 기독교 개종
1902년 과거 시험에 응시하기 위해 평양으로 가다가 날이 저물어 한 가정에 투숙하게 되었는데 바로 그 집이 조씨 성을 가진 목사 댁이었다. 그 날 상투 틀고 갓을 쓴 손정도는 조 아무개 목사로부터 신학문, 서구문화, 기독교에 대한 소개를 받고 유교에서 기독교로 개종하였다.
후일 1976년 그의 장남 손원일은 손정도의 개종과정에 대해 이렇게 회고했다.
...(이상 생략)...평소 괄괄하고 열정적인 성품이었던 청년은 당장에 몸을 떠는 감동을 맛보았다. 불과 하룻밤도 안되는 사이에 청년 손정도는 기독교에 몸을 맡기는 변신을 이룬 것이다. ...(이하 생략)...

기독교로의 개종을 결심한 그는 조 목사에게 부탁하여 상투를 자르고 고향 강서군으로 귀향하였다. 유교가정에서 태어난 손정도는 집안 대대로 모셔온 조상의 신주를 매장하고 사당을 부숴 버렸다.

### 도피와 중고교재학
사당을 철거한 이 일로 그는 친족들에 의해 패륜으로 낙인찍히고 신변의 위협을 당하게 되었다. 결국 어머니 오신도가 새벽에 그를 깨워 잠옷 바람으로 빼돌려 야간도주를 하게 되었다. 손정도는 고향에서 도주하던 날 밤 하늘에서 “도망가라 도망가라”는 성령의 음성을 들었다고 한다. 그는 즉시 아내 박신일을 대동하고 조 목사를 찾아갔고, 조목사를 통해 평양주재 개신교 선교사인 문요한(John Z. Moore:1874-1936)을 소개받고 면담하였다.
문요한과의 상담 후 문요한은 그를 비서 겸 한국어 선생으로 채용하고, 동료 선교사들에게 추천하여 숭실중학교에 추천, 입학을 주선해 주었다. 손정도는 숭실중학교 5회로 입학하였다. 숭실중학교에서 그는 동기로 조만식, 선우혁 등을 만났다. 숭실중학교 재학 중 중학교 선배인 김형직과도 두터운 친분관계를 형성했다. 김형직은 후일 조선민주주의인민공화국의 지도자 김일성의 생부였다.

### 선교 활동
졸업반이던 1907년 1월에 평양대부흥 운동이 일어났을 때 숭실중학교 안에서 학생들이 시험 부정행위, 절도, 속임수, 험담, 불평 등을 회개할 때 참여하였다. 1908년 평양 숭실중학교를 졸업한 뒤 그는 숭실전문학교에 진학하였다. 그러나 관리 지망생의 길을 포기하고 목회자의 길을 걷기로 결심하고 숭실전문학교를 중퇴하였다. 1909년 진남포 신흥리교회의 전도사로 부임, 사역을 하면서 협성신학교에 입학하였다. 그는 감리교 목회자의 길을 걷기로 결심했다.
1909년 미국 감리회 연회에 참석하여 “내외국선교회”를 창립하는데 가담고 중국선교를 시작하려 할 때 선교사를 지원했다. 1910년 만주에 감리교 선교사로 파견되어 활동했다.
1910년 정동교회에서 개최된 연회에 참석, 청나라에 파견될 감리교 선교사로 임명되어 중국어 연수차 베이징으로 건너갔다. 그러나 베이징 체류 중 조성환(曺成煥)을 만났는데 그는 안창호, 전덕기, 김구, 이동녕, 양기탁, 이승만 등이 조직한 신민회의 핵심 인원이었다. 조성환을 통해 안창호와 소개를 주고 받았고 이후 독립운동 지도자들과 교류하면서 독립운동에 투신하게 되었다. 도산 안창호와는 깊이 친해져서 서로 아우님, 형님 하는 호형호제 하는 관계를 맺게 되었다. 안창호와 가까워지면서 그는 기독교 지도자들을 통해 입수한 국내의 소식을 안창호에게 전하고, 국내에 있는 인사들에게는 안창호, 조성환 등과 해외의 독립운동가들이 해외에서 수행하고 있는 독립운동 소식을 국내에 전달하는 소식통 역할을 하였다. 중국 체류 중 한일합방 소식을 접하였다.

#### 한국 내 신앙 운동

##### 스스로의 믿음으로 발달해야 한다
1911년 연회참석 차 귀국하여, 그해 4월 "기독교인의 자신력(自信力)"이라는 글을 '그리스도인 회보'에 투고했다. 이 글에서 그는 '기독교인들은 남을 의지하지 말고 자신력으로 행복을 향유해야 하기 때문에, 교회도 마땅히 하나님의 은혜를 받은 각 성도들 스스로의 믿음으로 발달해야 한다'라면서 기독교인 스스로 문제를 해결해가는 자력,자주를 역설했다.

##### 감리교회 선교사
1911년, 손정도는 한국에서 집사직을 받았다. 그리고 북경으로 가서 중국인과 조선족들을 위한 선교를 시작했다. 1912년 3월 귀국, 상동교회에서 개최된 미국 감리회 연회에 참석하여 선교활동을 보고하자 다시 “청국 봉천 북방 할빈 남방” 선교사로 재파송되었다. 1912년 다시 만주 하얼빈으로 가서 교회를 개척, 선교하여 200명의 신자를 얻고 자력으로 모금과 강연, 설교,노동 등으로 비용을 마련하여 이층예배당을 헌당하고, 한국인들을 위한 공동묘지까지 마련하였다. 그러나 해외 독립운동가들과의 교류로 그는 조선총독부의 눈에 들게 되었다.
1912년 하얼빈(哈爾濱)에서 조선총독부 총독 데라우치 마사타케(寺內正毅)의 암살모의에 가담했다는 혐의를 받고 일본경찰에 체포되어 전라남도 진도로 유배되었다. 유배기간에도 그는 성서를 가르치고 예배를 인도하여 순사, 형사를 비롯하여 유배지 근처의 주민, 수십리 밖의 진도 신자들과 교제를 나누면서 선교활동을 하여 기독교인으로 개종시켰다. 1914년 유배가 풀려 석방되었다.

#### 감리교 성직자가 되다
1914년 6월 정동교회에서 열린 미감리회 연회에서 동대문교회 목사로 파송을 받음으로써 감리교 성직자가 되었다. 이 때 탁사 최병헌이 큰 역할을 하였다. 이후 동대문교회의 담임목사로 1년간 목회하는 동안 손정도 목사의 설교와 간증, 믿음의 실천에 감동받은 신도들이 몰려왔고 교회 건물이 꽉 차자 마당에 서서 예배를 드릴 정도로 신자를 끌어모았다. '동대문교회 100년사'에 의하면, 당시 교회의 규모는 전도사 6명, 지교회수 12곳, 입교인 312명, 학습자 142명, 원입자 469명 등 924명이었으며, 주일학교 학생은 786명이었다. 성직자로 유명세를 타게 되자 평일에도 끊임없이 손님들이 찾아왔으며 무엇인가 열심히 의논했다고 한다.
1915년 감리교로부터 현순 목사의 뒤를 이어 정동교회로 발령되었다. 손정도 목사를 존경한 동대문교회 교우들은 연판장을 돌리며 손정도의 교회 이임을 극구 반대했다. 이 시기는 일본의 억압과 덕수궁에 살았던 고종을 위해 근처의 가옥들을 이전시켜 이화학당, 배재학당 학생들이 주로 참여했다. 그는 1916년 이전에 해산된 엡워스 청년회를 10년 만에 재조직하고, 남반 여반을 갈라놓았던 휘장도 제거했다. ‘손정도식 설교’, ‘손정도식 목회’는 여기서도 효력을 발휘하여 1916년 교세는 입교자가 747명, 학습인 275명, 원입자 930명, 주일학생 820명 등 총2,772명으로 국내 최대의 교회로 발전되었다. 이 때 600원의 헌금으로 교회를 증축, 수리하기도 했다.

### 독립 운동

#### 독립운동
1917년 손정도는 우여곡절 끝에 협성신학교 제5기로 졸업했다. 1918년 6월 23일 장로(elder)목사 안수를 받고, 신병치료차 휴직원을 내고 고향 근처 평양으로 이사를 갔다. 이는 독립운동을 본격적으로 하려는 의도에서 계획된 행동이었다.
1919년 초 한국인의 주장을 알리기 위해 만세운동을 벌여야 된다는 여론이 나오자 그는 33인 민족대표에 서명하기로 했다가 파리평화회의에서 의친왕 이강공을 참여시키는 일을 돕기 위해 평양에서 신한청년당에 입당했다. 가정을 돌볼 수가 없었던 그는 박신일사모가 낮에는 기흘병원에서 잡역부로 일하고, 밤에는 재봉틀을 돌리면서 가정생계를 꾸려가야 했다. 박신일의 가장 어려웠던 일은 일경의 감시와 압박을 견디어 내는 일이었다 한다.
그에게는 독립운동을 준비하기 위한 자금조달책 역할과 조직망의 가동을 책임지는 역할이 부여되었다. 손정도는 김란사를 통해 손병희의 애첩인 주산월(朱山月)과 접촉하여 손병희를 설득, 민족대표 33인에 참여, 서명하게 하고 경비문제를 해결하는 실력을 보였다. 손정도는 가족을 평양에 남겨두고 홀로 베이징으로 망명길에 올랐다. 그러나 이강공의 평화회의 참석은 하란사의 급사로 실패하고 말았다. 이 일에 참여했던 핵심인물들은 해석, 현순, 최창식 등 모두 감리교 목사들이었다. 이들의 암호명은 손정도는 입정(立丁), 현순은 석정(石丁), 최창식은 운정(雲丁)으로 입석정(立石丁)이었다.

#### 망명과 임시정부 참여

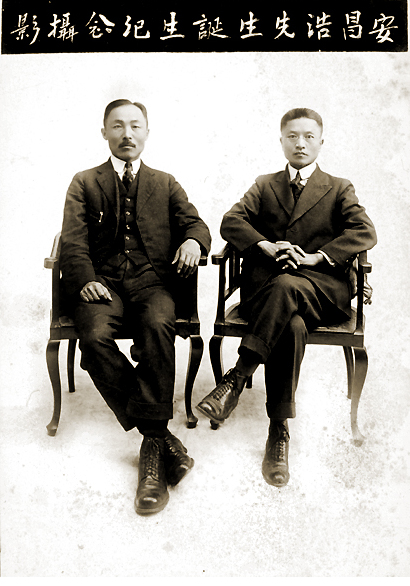
상해에서 안창호의 생일을 기념하여 찍은 사진. 우측이 손정도

1919년 2월 국내에서 3·1 운동 시위 계획에 참여하다가 출국, 중국 상하이(上海)로 망명했다.
4월 2일 임시정부 준비에 참여하였다. 파리강화회담에 참석한 김규식으로부터 정부수립 요청을 받고 현순, 안창호 등이 임시정부 조직을 추진하였고 손정도는 뒤에서 실무조직에 착수하였다. 임시정부의 살림꾼이었으나 신변의 노출을 우려한 그는 각종위원회에 그 이름없이 참여하거나 가명, 익명으로 참여하였다. 자신의 신분노출이 조직의 활동에 장애가 될까 하여 익명으로 노고를 감당했던 것이다. 종파를 초월하여 천도교인사들과도 접촉했던 그는 임시정부를 조직하는데 필요한 자금을 천도교로부터 1만원, 미국 선교부로부터 1만원을 얻어낸 것도 모두 해석의 일이었다.
이해 4월 10·11일 양일간 김신부로(金神父路) 회의장에서 열린 제1회 대한민국 임시의정원 회의에서 부의장으로 선출되었고, 의장 이동녕이 이틀 만에 사퇴하자 4월 13일에는 이동녕의 후임으로 제2대 임시의정원 의장이 되었다.
이무렵 서울에서 공포된 조선민국임시정부의 평정관(評定官)에 선출되기도 했다. 1919년 9월 통합임시정부 발족에 참여했고, 통합임시정부가 설립되자 임시의정원 기초위원이 되었다. 1920년 1월 김립(金立)·김철(金徹)·김구(金九)·윤현진(尹顯振)·김순애(金淳愛) 등과 함께 무장독립운동단체인 의용단(義勇團)을 조직하는데 가담했다.

#### 임시정부 활동

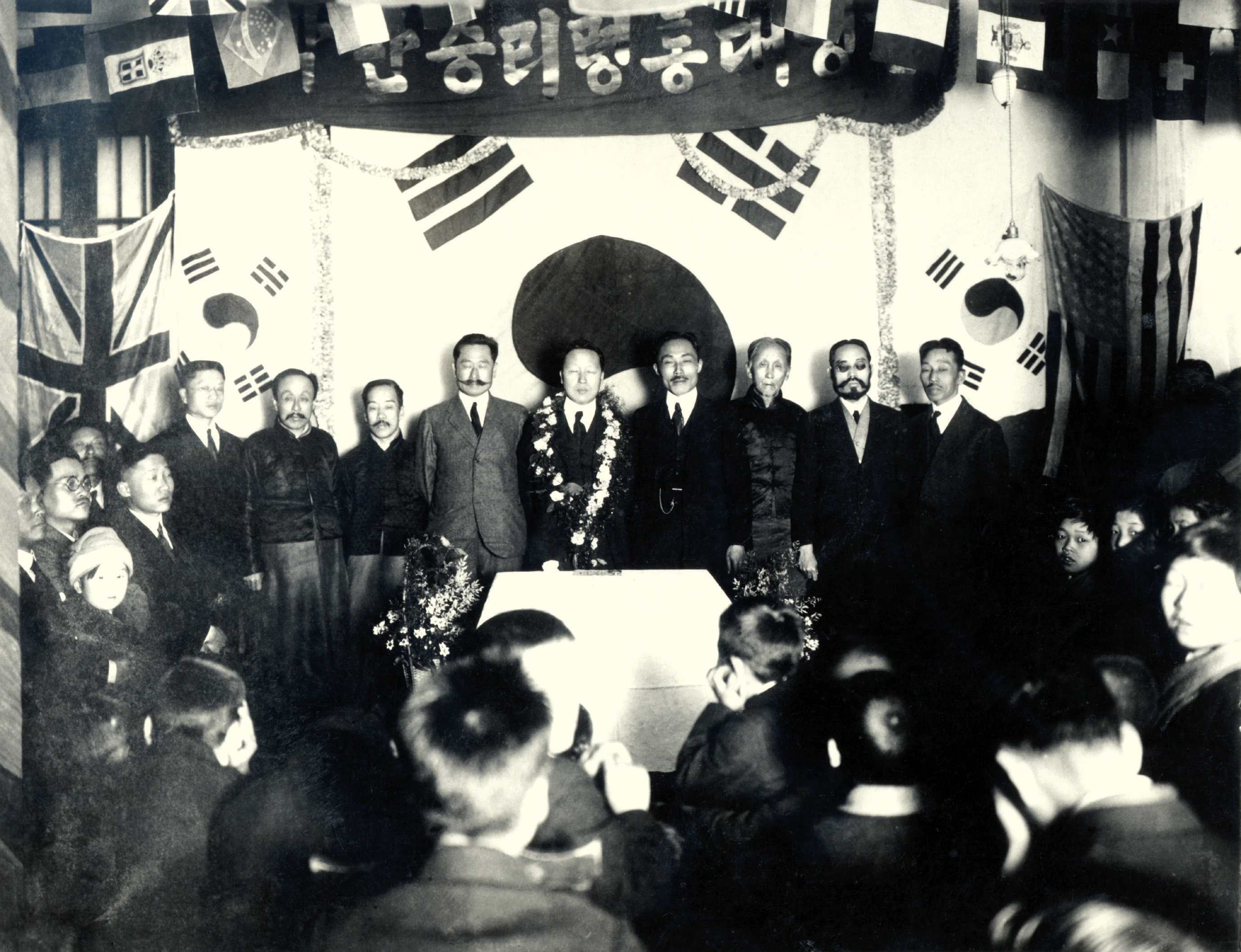
1921년, 상하이에 도착한 이승만 대통령 환영식. (왼쪽 맨 끝이 손정도)

1920년 중반 베이징에서 열린 ‘미국 감리 감독교회 동아시아 총회’(Central Conference of Eastern Asia of the Methodist Episcopal Church)에 한국의 독립을 요청하는 《대한예수교회 진정서》를 발표하고 외교적 역량을 발휘하면서 선교사 수 십인을 접대했다. 비용은 해석이 국내로부터 모금한 것이었다. 그러나 반대파의 음해로 공금 유용죄로 조사를 받게 되어 도산 안창호가 직접 조사하고 국내의 후원자까지 만나서 조사했으나 무혐의 처리되었다. 해석은 큰 상처를 입고 길림성의 목회를 지원하였다.
1921년 3월 3일 이원익(李元益)·김병조(金秉祚)·김인전(金仁全)·조상섭(趙尙燮)·송병조(宋秉祚)·장덕로(張德櫓) 등과 함께 대한야소교진정회(大韓耶蘇敎陳情會)를 조직하고 그 회장이 되어 국내외 각지의 교회에 우리나라의 독립을 원조해줄 것을 청하는 진정서를 발송했다. 한편 이승만이 상하이로 오기를 거부하자 서신을 보내 그를 설득하여, 이승만을 상하이로 오게 하였다.
1921년 8월 임정국무원 교통총장에 임명되었고, 1922년 2월 대한적십자사 총재가 되었으며, 8월에는 김구·여운형 등과 함께 한국노병회(韓國勞兵會)를 조직하고 노공부장(勞工部長)를 지냈다. 동시에 휴일에도 교회활동과 교육활동에도 참여하여 상해 한인교회 상의회(常義會) 위원, 치리 회원, 미션학원 인성학교(仁成學校)의 교장을 맡기도 했다.

### 만년

#### 임시정부 유지 노력
1923년 상하이에서 개최된 국민대표회의에 이탁(李鐸)과 함께 평안남도 대표로 참석하여 재정위원에 선임되었다. 홍진·이시영과 함께 임시정부를 유지하기 위해 노력했으나, 일이 제대로 이루어지지 않자 만주에 지린(吉林)으로 되돌아가 선교활동에 전념했다.

#### 북만주 주민들의 복지노력
1924년 9월 만주 선교사로 파송 받아 북만주 길림성으로 활동무대를 옮겼다. 그러면서도 독립운동가들과 연락, 국민대표자회의가 강제 해산될 무렵, 안창호의 설득에 감화되어 흥사단에 입단, 흥사단원이 되어 안창호와 의논하여 이상촌 건설을 추진했다. 액목현 지역에다 황해도의 재산을 처리하며 동생 손경도의 명의로 경박호 일대에 50향의 땅을 사서 농민호조사를 설립했다. 이는 국내에서 쫓겨나거나 생계를 찾아 떠도는 한민족의 경제자립과 독립운동기지의 견실화 내지는 이상촌 건설을 위한 다목적 사업을 계획했다. 그러나 일본의 밀정에 의해 체포, 구금 등 고난의 길을 걸었으나 선교사업을 이유로 풀려났고 액목현 교회, 그 주변 대분, 대강자 교회, 더 나아가 하바로브스키 선교까지 두루 다니며 돌보았다. 이 무렵에 김일성과 만나 연락을 주고받기도 했다.1927년 만주지방 교민의 복지를 위하여 농민호조사(農民互助社)를 결성하기 위한 준비위원으로도 활동했다.

#### 별세
그러나 건강을 돌보지 않은 탓에 과로와 격무, 체력저하, 스트레스, 고문후유증 등에 시달리게 되었다. 1931년 1월 해석은 한 동포 집에서 저녁을 먹다가 피를 토하고 쓰러져 일본인이 경영하는 동양병원에 입원했다가 별세했다. 별세 당시 그의 나이 50세였다.

## 사후

### 가족들
장남(첫째 아들) 손원일은 귀국, 대한민국 해군 아버지로, 초대 해군참모총장과 국방부 장관을 역임했다. 그의 삼녀(셋째 딸) 손인실과 셋째 사위 문병기는 미국으로 떠났고, 국내에서 사업을 하던 맏사위 윤치창도 1963년 가족을 이끌고 미국으로 이민을 떠났다. 손정도는 1962년 건국훈장 국민장이 추서되었다.

### 북한에서의 존경
현재 북한에서는 손정도 목사를 김일성의 은인이자 일제강점기에 활동한 독립운동가로 존경하고 있다. 1926년무렵 만주에서 김일성 주석을 손정도 목사가 친아들처럼 돌보았기 때문에 북한에서는 '김일성 수령의 생명의 은인'으로 부르며,김일성도 "손정도 목사님은 비록 나와 사상은 달랐지만,참으로 민족을 위해 헌신한 애국자"라고 했다. 그래서 북한에서는 2003년 10월 손정도 목사 기념 남북학술토론회를 남한의 신학자들과 같이 열어서, 대한민국 임시정부 의정원 원장으로 활동한 손정도 목사의 업적을 기념하였다.

## 일화

### 김일성의 은인
그와 김일성과의 만남은 김일성의 회고록 7권이 1992년에 출판되면서 알려지게 되었다. 이 회고록 제2권 제1장은 ‘손정도 목사’란 제목 아래 그 관계가 소상히 기록되어 있다. 한마디로 김일성은 해석을 ‘생명의 은인’이라고 소개하고 있다. 부친과 사별 후 김일성이 길림으로 왔을 때 손정도 목사가 목회하는 교회에 출석하면서,길림 육문중학교에 편입하고 물심양면의 지원을 받게 되었다. 손정도 목사의 자녀들과는 형제자매처럼 지냈는데,손정도 목사의 둘째 아들인 손원태 장로와 김일성은 2살 차이였다.
김일성은 길림에서 청소년 조직인 조선인유길학우회를 사회주의 방향으로 이끌면서 혁명 세력화하자 중국공안당국에 체포되어 7달 동안 감옥살이를 했다. 이때 해석은 옥바라지를 하면서 관리들에게 뇌물까지 주며 그를 석방시켰다. 그리고 일본군경의 위협이 다가올 것이니 피하라고 권고하여 재판에 회부되었으면 10년형을 살게 될 것을 면해 주었던 것이다. 김일성은 해석을 “한 생을 목사의 간판을 걸고 항일성업에 고스란히 바쳐온 지조가 굳고 양심적인 독립운동가였으며 이름난 애국지사였다”고 평가하였다. 손원태는 1991년 5월 네브라스키 주 오마하에서 평양으로 가 김일성을 만났고, 철봉리 특각을 선물로 받았고, 김일성의 약속대로 손원태의 80회 생일은 대상 중에서도 평양에서 치러졌다. 북한에서는 1970년대에 예술영화 《조선의 별》 1,2부에서 손정도 목사를 소상히 소개함으로써 손정도 목사에 대해 존경을 보였다.

## 가족 관계
맏 사위 윤치창을 통해 윤치호·4대 대통령 윤보선 일가와 사돈관계를 형성했고, 증손녀 손정희는 기업인 겸 정치가 홍정욱과 결혼하여 탤런트 겸 영화배우 남궁원 일가와도 사돈관계를 형성했다.
|                              |                              |                                                                   |                                                                   |                                                                   |                                                                   |                                                                   |                                                                   |                                             |                                             |                                             |                                             |                                             |                                             |                                |                                |                                              |                                              |                                              |                                              |                                                        |                                                        |                                                        |                                                        |                                                        |                                                        |                                         |                                         |                                              |                                              |                                              |                                              |                                              |                                              |  |  |                                             |                                             |                                             |                                             |                                             |                                             |                                     |                                     |                                                        |                                                        |                                                        |                                                        |                                                        |                                                        |                                                |                                                |                                                |                                                |                                             |                                             |                                             |                                             |                              |                              |                                                              |                                                              |                                                              |                                                              |                                                              |                                                              |                                            |                                            |                                            |                                            |  |  |  |  |
|                              |                              |                                                                   |                                                                   |                                                                   |                                                                   |                                                                   |                                                                   |                                             |                                             |                                             |                                             |                                             |                                             |                                |                                |                                              |                                              |                                              |                                              |                                                        |                                                        |                                                        |                                                        |                                                        |                                                        |                                         |                                         |                                              |                                              |                                              |                                              |                                              |                                              |  |  |                                             |                                             |                                             |                                             |                                             |                                             |                                     |                                     |                                                        |                                                        |                                                        |                                                        |                                                        |                                                        |                                                |                                                |                                                |                                                |                                             |                                             |                                             |                                             |                              |                              |                                                              |                                                              |                                                              |                                                              |                                                              |                                                              |                                            |                                            |                                            |                                            |  |  |  |  |
|                              |                              | 윤치창 1899년-1973년 주영한국대사, 주터키한국대사 (윤웅렬 가계도) | 윤치창 1899년-1973년 주영한국대사, 주터키한국대사 (윤웅렬 가계도) | 윤치창 1899년-1973년 주영한국대사, 주터키한국대사 (윤웅렬 가계도) | 윤치창 1899년-1973년 주영한국대사, 주터키한국대사 (윤웅렬 가계도) | 윤치창 1899년-1973년 주영한국대사, 주터키한국대사 (윤웅렬 가계도) | 윤치창 1899년-1973년 주영한국대사, 주터키한국대사 (윤웅렬 가계도) |                                             |                                             | 손진실 1901년-1990년                        | 손진실 1901년-1990년                        | 손진실 1901년-1990년                        | 손진실 1901년-1990년                        | 손진실 1901년-1990년           | 손진실 1901년-1990년           |                                              |                                              |                                              |                                              | 손원일 1909년-1980년 초대 해군참모총장, 전 국방부 장관 | 손원일 1909년-1980년 초대 해군참모총장, 전 국방부 장관 | 손원일 1909년-1980년 초대 해군참모총장, 전 국방부 장관 | 손원일 1909년-1980년 초대 해군참모총장, 전 국방부 장관 | 손원일 1909년-1980년 초대 해군참모총장, 전 국방부 장관 | 손원일 1909년-1980년 초대 해군참모총장, 전 국방부 장관 |                                         |                                         |                                              |                                              |                                              |                                              |                                              |                                              |  |  |                                             |                                             | 김동조 1918년-2004년 전 외무부 장관         | 김동조 1918년-2004년 전 외무부 장관         | 김동조 1918년-2004년 전 외무부 장관         | 김동조 1918년-2004년 전 외무부 장관         | 김동조 1918년-2004년 전 외무부 장관 | 김동조 1918년-2004년 전 외무부 장관 |                                                        |                                                        |                                                        |                                                        |                                                        |                                                        |                                                |                                                |                                                |                                                |                                             |                                             |                                             |                                             |                              |                              |                                                              |                                                              |                                                              |                                                              |                                                              |                                                              |                                            |                                            |                                            |                                            |  |  |  |  |
|                              |                              | 윤치창 1899년-1973년 주영한국대사, 주터키한국대사 (윤웅렬 가계도) | 윤치창 1899년-1973년 주영한국대사, 주터키한국대사 (윤웅렬 가계도) | 윤치창 1899년-1973년 주영한국대사, 주터키한국대사 (윤웅렬 가계도) | 윤치창 1899년-1973년 주영한국대사, 주터키한국대사 (윤웅렬 가계도) | 윤치창 1899년-1973년 주영한국대사, 주터키한국대사 (윤웅렬 가계도) | 윤치창 1899년-1973년 주영한국대사, 주터키한국대사 (윤웅렬 가계도) |                                             |                                             | 손진실 1901년-1990년                        | 손진실 1901년-1990년                        | 손진실 1901년-1990년                        | 손진실 1901년-1990년                        | 손진실 1901년-1990년           | 손진실 1901년-1990년           |                                              |                                              |                                              |                                              | 손원일 1909년-1980년 초대 해군참모총장, 전 국방부 장관 | 손원일 1909년-1980년 초대 해군참모총장, 전 국방부 장관 | 손원일 1909년-1980년 초대 해군참모총장, 전 국방부 장관 | 손원일 1909년-1980년 초대 해군참모총장, 전 국방부 장관 | 손원일 1909년-1980년 초대 해군참모총장, 전 국방부 장관 | 손원일 1909년-1980년 초대 해군참모총장, 전 국방부 장관 |                                         |                                         |                                              |                                              |                                              |                                              |                                              |                                              |  |  |                                             |                                             | 김동조 1918년-2004년 전 외무부 장관         | 김동조 1918년-2004년 전 외무부 장관         | 김동조 1918년-2004년 전 외무부 장관         | 김동조 1918년-2004년 전 외무부 장관         | 김동조 1918년-2004년 전 외무부 장관 | 김동조 1918년-2004년 전 외무부 장관 |                                                        |                                                        |                                                        |                                                        |                                                        |                                                        |                                                |                                                |                                                |                                                |                                             |                                             |                                             |                                             |                              |                              |                                                              |                                                              |                                                              |                                                              |                                                              |                                                              |                                            |                                            |                                            |                                            |  |  |  |  |
|                              |                              |                                                                   |                                                                   |                                                                   |                                                                   |                                                                   |                                                                   |                                             |                                             |                                             |                                             |                                             |                                             |                                |                                |                                              |                                              |                                              |                                              |                                                        |                                                        |                                                        |                                                        |                                                        |                                                        |                                         |                                         |                                              |                                              |                                              |                                              |                                              |                                              |  |  |                                             |                                             |                                             |                                             |                                             |                                             |                                     |                                     |                                                        |                                                        |                                                        |                                                        |                                                        |                                                        |                                                |                                                |                                                |                                                |                                             |                                             |                                             |                                             |                              |                              |                                                              |                                                              |                                                              |                                                              |                                                              |                                                              |                                            |                                            |                                            |                                            |  |  |  |  |
|                              |                              |                                                                   |                                                                   |                                                                   |                                                                   |                                                                   |                                                                   |                                             |                                             |                                             |                                             |                                             |                                             |                                |                                |                                              |                                              |                                              |                                              |                                                        |                                                        |                                                        |                                                        |                                                        |                                                        |                                         |                                         |                                              |                                              |                                              |                                              |                                              |                                              |  |  |                                             |                                             |                                             |                                             |                                             |                                             |                                     |                                     |                                                        |                                                        |                                                        |                                                        |                                                        |                                                        |                                                |                                                |                                                |                                                |                                             |                                             |                                             |                                             |                              |                              |                                                              |                                                              |                                                              |                                                              |                                                              |                                                              |                                            |                                            |                                            |                                            |  |  |  |  |
|                              |                              |                                                                   |                                                                   | 남궁원 (본명 : 홍경일) 1934년~ 영화배우                           | 남궁원 (본명 : 홍경일) 1934년~ 영화배우                           | 남궁원 (본명 : 홍경일) 1934년~ 영화배우                           | 남궁원 (본명 : 홍경일) 1934년~ 영화배우                           | 남궁원 (본명 : 홍경일) 1934년~ 영화배우     | 남궁원 (본명 : 홍경일) 1934년~ 영화배우     |                                             |                                             | 양춘자 1941년~ 남궁원의 배우자              | 양춘자 1941년~ 남궁원의 배우자              | 양춘자 1941년~ 남궁원의 배우자 | 양춘자 1941년~ 남궁원의 배우자 | 양춘자 1941년~ 남궁원의 배우자               | 양춘자 1941년~ 남궁원의 배우자               |                                              |                                              | 손명원 1941년~ 전 쌍용자동차 사장 헤럴드미디어 고문    | 손명원 1941년~ 전 쌍용자동차 사장 헤럴드미디어 고문    | 손명원 1941년~ 전 쌍용자동차 사장 헤럴드미디어 고문    | 손명원 1941년~ 전 쌍용자동차 사장 헤럴드미디어 고문    | 손명원 1941년~ 전 쌍용자동차 사장 헤럴드미디어 고문    | 손명원 1941년~ 전 쌍용자동차 사장 헤럴드미디어 고문    |                                         |                                         | 김영숙 1941년~ 김동조의 차녀 손명원의 배우자 | 김영숙 1941년~ 김동조의 차녀 손명원의 배우자 | 김영숙 1941년~ 김동조의 차녀 손명원의 배우자 | 김영숙 1941년~ 김동조의 차녀 손명원의 배우자 | 김영숙 1941년~ 김동조의 차녀 손명원의 배우자 | 김영숙 1941년~ 김동조의 차녀 손명원의 배우자 |  |  | 김영자 1950년~ 김동조의 3녀 허광수의 배우자 | 김영자 1950년~ 김동조의 3녀 허광수의 배우자 | 김영자 1950년~ 김동조의 3녀 허광수의 배우자 | 김영자 1950년~ 김동조의 3녀 허광수의 배우자 | 김영자 1950년~ 김동조의 3녀 허광수의 배우자 | 김영자 1950년~ 김동조의 3녀 허광수의 배우자 |                                     |                                     | 허광수 1946년~ 삼양인터내셔널 회장 GS그룹과 특수관계인 | 허광수 1946년~ 삼양인터내셔널 회장 GS그룹과 특수관계인 | 허광수 1946년~ 삼양인터내셔널 회장 GS그룹과 특수관계인 | 허광수 1946년~ 삼양인터내셔널 회장 GS그룹과 특수관계인 | 허광수 1946년~ 삼양인터내셔널 회장 GS그룹과 특수관계인 | 허광수 1946년~ 삼양인터내셔널 회장 GS그룹과 특수관계인 |                                                |                                                | 김영명 1956년~ 김동조의 4녀 정몽준의 배우자    | 김영명 1956년~ 김동조의 4녀 정몽준의 배우자    | 김영명 1956년~ 김동조의 4녀 정몽준의 배우자 | 김영명 1956년~ 김동조의 4녀 정몽준의 배우자 | 김영명 1956년~ 김동조의 4녀 정몽준의 배우자 | 김영명 1956년~ 김동조의 4녀 정몽준의 배우자 |                              |                              | 정몽준 1951년~ 국회의원, 한나라당 대표 현대중공업그룹 대주주 | 정몽준 1951년~ 국회의원, 한나라당 대표 현대중공업그룹 대주주 | 정몽준 1951년~ 국회의원, 한나라당 대표 현대중공업그룹 대주주 | 정몽준 1951년~ 국회의원, 한나라당 대표 현대중공업그룹 대주주 | 정몽준 1951년~ 국회의원, 한나라당 대표 현대중공업그룹 대주주 | 정몽준 1951년~ 국회의원, 한나라당 대표 현대중공업그룹 대주주 |                                            |                                            |                                            |                                            |  |  |  |  |
|                              |                              |                                                                   |                                                                   | 남궁원 (본명 : 홍경일) 1934년~ 영화배우                           | 남궁원 (본명 : 홍경일) 1934년~ 영화배우                           | 남궁원 (본명 : 홍경일) 1934년~ 영화배우                           | 남궁원 (본명 : 홍경일) 1934년~ 영화배우                           | 남궁원 (본명 : 홍경일) 1934년~ 영화배우     | 남궁원 (본명 : 홍경일) 1934년~ 영화배우     |                                             |                                             | 양춘자 1941년~ 남궁원의 배우자              | 양춘자 1941년~ 남궁원의 배우자              | 양춘자 1941년~ 남궁원의 배우자 | 양춘자 1941년~ 남궁원의 배우자 | 양춘자 1941년~ 남궁원의 배우자               | 양춘자 1941년~ 남궁원의 배우자               |                                              |                                              | 손명원 1941년~ 전 쌍용자동차 사장 헤럴드미디어 고문    | 손명원 1941년~ 전 쌍용자동차 사장 헤럴드미디어 고문    | 손명원 1941년~ 전 쌍용자동차 사장 헤럴드미디어 고문    | 손명원 1941년~ 전 쌍용자동차 사장 헤럴드미디어 고문    | 손명원 1941년~ 전 쌍용자동차 사장 헤럴드미디어 고문    | 손명원 1941년~ 전 쌍용자동차 사장 헤럴드미디어 고문    |                                         |                                         | 김영숙 1941년~ 김동조의 차녀 손명원의 배우자 | 김영숙 1941년~ 김동조의 차녀 손명원의 배우자 | 김영숙 1941년~ 김동조의 차녀 손명원의 배우자 | 김영숙 1941년~ 김동조의 차녀 손명원의 배우자 | 김영숙 1941년~ 김동조의 차녀 손명원의 배우자 | 김영숙 1941년~ 김동조의 차녀 손명원의 배우자 |  |  | 김영자 1950년~ 김동조의 3녀 허광수의 배우자 | 김영자 1950년~ 김동조의 3녀 허광수의 배우자 | 김영자 1950년~ 김동조의 3녀 허광수의 배우자 | 김영자 1950년~ 김동조의 3녀 허광수의 배우자 | 김영자 1950년~ 김동조의 3녀 허광수의 배우자 | 김영자 1950년~ 김동조의 3녀 허광수의 배우자 |                                     |                                     | 허광수 1946년~ 삼양인터내셔널 회장 GS그룹과 특수관계인 | 허광수 1946년~ 삼양인터내셔널 회장 GS그룹과 특수관계인 | 허광수 1946년~ 삼양인터내셔널 회장 GS그룹과 특수관계인 | 허광수 1946년~ 삼양인터내셔널 회장 GS그룹과 특수관계인 | 허광수 1946년~ 삼양인터내셔널 회장 GS그룹과 특수관계인 | 허광수 1946년~ 삼양인터내셔널 회장 GS그룹과 특수관계인 |                                                |                                                | 김영명 1956년~ 김동조의 4녀 정몽준의 배우자    | 김영명 1956년~ 김동조의 4녀 정몽준의 배우자    | 김영명 1956년~ 김동조의 4녀 정몽준의 배우자 | 김영명 1956년~ 김동조의 4녀 정몽준의 배우자 | 김영명 1956년~ 김동조의 4녀 정몽준의 배우자 | 김영명 1956년~ 김동조의 4녀 정몽준의 배우자 |                              |                              | 정몽준 1951년~ 국회의원, 한나라당 대표 현대중공업그룹 대주주 | 정몽준 1951년~ 국회의원, 한나라당 대표 현대중공업그룹 대주주 | 정몽준 1951년~ 국회의원, 한나라당 대표 현대중공업그룹 대주주 | 정몽준 1951년~ 국회의원, 한나라당 대표 현대중공업그룹 대주주 | 정몽준 1951년~ 국회의원, 한나라당 대표 현대중공업그룹 대주주 | 정몽준 1951년~ 국회의원, 한나라당 대표 현대중공업그룹 대주주 |                                            |                                            |                                            |                                            |  |  |  |  |
|                              |                              |                                                                   |                                                                   |                                                                   |                                                                   |                                                                   |                                                                   |                                             |                                             |                                             |                                             |                                             |                                             |                                |                                |                                              |                                              |                                              |                                              |                                                        |                                                        |                                                        |                                                        |                                                        |                                                        |                                         |                                         |                                              |                                              |                                              |                                              |                                              |                                              |  |  |                                             |                                             |                                             |                                             |                                             |                                             |                                     |                                     |                                                        |                                                        |                                                        |                                                        |                                                        |                                                        |                                                |                                                |                                                |                                                |                                             |                                             |                                             |                                             |                              |                              |                                                              |                                                              |                                                              |                                                              |                                                              |                                                              |                                            |                                            |                                            |                                            |  |  |  |  |
|                              |                              |                                                                   |                                                                   |                                                                   |                                                                   |                                                                   |                                                                   |                                             |                                             |                                             |                                             |                                             |                                             |                                |                                |                                              |                                              |                                              |                                              |                                                        |                                                        |                                                        |                                                        |                                                        |                                                        |                                         |                                         |                                              |                                              |                                              |                                              |                                              |                                              |  |  |                                             |                                             |                                             |                                             |                                             |                                             |                                     |                                     |                                                        |                                                        |                                                        |                                                        |                                                        |                                                        |                                                |                                                |                                                |                                                |                                             |                                             |                                             |                                             |                              |                              |                                                              |                                                              |                                                              |                                                              |                                                              |                                                              |                                            |                                            |                                            |                                            |  |  |  |  |
| 홍성아 1968년~ 남궁원의 장녀 | 홍성아 1968년~ 남궁원의 장녀 | 홍성아 1968년~ 남궁원의 장녀                                      | 홍성아 1968년~ 남궁원의 장녀                                      | 홍성아 1968년~ 남궁원의 장녀                                      | 홍성아 1968년~ 남궁원의 장녀                                      |                                                                   |                                                                   | 홍나리 1972년~ 남궁원의 차녀 바이올리니스트 | 홍나리 1972년~ 남궁원의 차녀 바이올리니스트 | 홍나리 1972년~ 남궁원의 차녀 바이올리니스트 | 홍나리 1972년~ 남궁원의 차녀 바이올리니스트 | 홍나리 1972년~ 남궁원의 차녀 바이올리니스트 | 홍나리 1972년~ 남궁원의 차녀 바이올리니스트 |                                |                                | 홍정욱 1970년~ 국회의원 전 헤럴드미디어 사장 | 홍정욱 1970년~ 국회의원 전 헤럴드미디어 사장 | 홍정욱 1970년~ 국회의원 전 헤럴드미디어 사장 | 홍정욱 1970년~ 국회의원 전 헤럴드미디어 사장 | 홍정욱 1970년~ 국회의원 전 헤럴드미디어 사장           | 홍정욱 1970년~ 국회의원 전 헤럴드미디어 사장           |                                                        |                                                        | 손정희 1974년~ 손명원의 차녀 전시기획자                | 손정희 1974년~ 손명원의 차녀 전시기획자                | 손정희 1974년~ 손명원의 차녀 전시기획자 | 손정희 1974년~ 손명원의 차녀 전시기획자 | 손정희 1974년~ 손명원의 차녀 전시기획자      | 손정희 1974년~ 손명원의 차녀 전시기획자      |                                              |                                              |                                              |                                              |  |  |                                             |                                             |                                             |                                             | 허유정 1974년~ 허광수의 장녀                | 허유정 1974년~ 허광수의 장녀                | 허유정 1974년~ 허광수의 장녀        | 허유정 1974년~ 허광수의 장녀        | 허유정 1974년~ 허광수의 장녀                           | 허유정 1974년~ 허광수의 장녀                           |                                                        |                                                        | 방준오 1974년~ 방상훈 조선일보 대표이사의 장남         | 방준오 1974년~ 방상훈 조선일보 대표이사의 장남         | 방준오 1974년~ 방상훈 조선일보 대표이사의 장남 | 방준오 1974년~ 방상훈 조선일보 대표이사의 장남 | 방준오 1974년~ 방상훈 조선일보 대표이사의 장남 | 방준오 1974년~ 방상훈 조선일보 대표이사의 장남 |                                             |                                             | 허서홍 1977년~ 허광수의 장남                | 허서홍 1977년~ 허광수의 장남                | 허서홍 1977년~ 허광수의 장남 | 허서홍 1977년~ 허광수의 장남 | 허서홍 1977년~ 허광수의 장남                                 | 허서홍 1977년~ 허광수의 장남                                 |                                                              |                                                              | 홍정현 1980년~ 홍석현 중앙일보 회장의 장녀                   | 홍정현 1980년~ 홍석현 중앙일보 회장의 장녀                   | 홍정현 1980년~ 홍석현 중앙일보 회장의 장녀 | 홍정현 1980년~ 홍석현 중앙일보 회장의 장녀 | 홍정현 1980년~ 홍석현 중앙일보 회장의 장녀 | 홍정현 1980년~ 홍석현 중앙일보 회장의 장녀 |  |  |  |  |
| 홍성아 1968년~ 남궁원의 장녀 | 홍성아 1968년~ 남궁원의 장녀 | 홍성아 1968년~ 남궁원의 장녀                                      | 홍성아 1968년~ 남궁원의 장녀                                      | 홍성아 1968년~ 남궁원의 장녀                                      | 홍성아 1968년~ 남궁원의 장녀                                      |                                                                   |                                                                   | 홍나리 1972년~ 남궁원의 차녀 바이올리니스트 | 홍나리 1972년~ 남궁원의 차녀 바이올리니스트 | 홍나리 1972년~ 남궁원의 차녀 바이올리니스트 | 홍나리 1972년~ 남궁원의 차녀 바이올리니스트 | 홍나리 1972년~ 남궁원의 차녀 바이올리니스트 | 홍나리 1972년~ 남궁원의 차녀 바이올리니스트 |                                |                                | 홍정욱 1970년~ 국회의원 전 헤럴드미디어 사장 | 홍정욱 1970년~ 국회의원 전 헤럴드미디어 사장 | 홍정욱 1970년~ 국회의원 전 헤럴드미디어 사장 | 홍정욱 1970년~ 국회의원 전 헤럴드미디어 사장 | 홍정욱 1970년~ 국회의원 전 헤럴드미디어 사장           | 홍정욱 1970년~ 국회의원 전 헤럴드미디어 사장           |                                                        |                                                        | 손정희 1974년~ 손명원의 차녀 전시기획자                | 손정희 1974년~ 손명원의 차녀 전시기획자                | 손정희 1974년~ 손명원의 차녀 전시기획자 | 손정희 1974년~ 손명원의 차녀 전시기획자 | 손정희 1974년~ 손명원의 차녀 전시기획자      | 손정희 1974년~ 손명원의 차녀 전시기획자      |                                              |                                              |                                              |                                              |  |  |                                             |                                             |                                             |                                             | 허유정 1974년~ 허광수의 장녀                | 허유정 1974년~ 허광수의 장녀                | 허유정 1974년~ 허광수의 장녀        | 허유정 1974년~ 허광수의 장녀        | 허유정 1974년~ 허광수의 장녀                           | 허유정 1974년~ 허광수의 장녀                           |                                                        |                                                        | 방준오 1974년~ 방상훈 조선일보 대표이사의 장남         | 방준오 1974년~ 방상훈 조선일보 대표이사의 장남         | 방준오 1974년~ 방상훈 조선일보 대표이사의 장남 | 방준오 1974년~ 방상훈 조선일보 대표이사의 장남 | 방준오 1974년~ 방상훈 조선일보 대표이사의 장남 | 방준오 1974년~ 방상훈 조선일보 대표이사의 장남 |                                             |                                             | 허서홍 1977년~ 허광수의 장남                | 허서홍 1977년~ 허광수의 장남                | 허서홍 1977년~ 허광수의 장남 | 허서홍 1977년~ 허광수의 장남 | 허서홍 1977년~ 허광수의 장남                                 | 허서홍 1977년~ 허광수의 장남                                 |                                                              |                                                              | 홍정현 1980년~ 홍석현 중앙일보 회장의 장녀                   | 홍정현 1980년~ 홍석현 중앙일보 회장의 장녀                   | 홍정현 1980년~ 홍석현 중앙일보 회장의 장녀 | 홍정현 1980년~ 홍석현 중앙일보 회장의 장녀 | 홍정현 1980년~ 홍석현 중앙일보 회장의 장녀 | 홍정현 1980년~ 홍석현 중앙일보 회장의 장녀 |  |  |  |  |
|                              |                              |                                                                   |                                                                   |                                                                   |                                                                   |                                                                   |                                                                   |                                             |                                             |                                             |                                             |                                             |                                             |                                |                                |                                              |                                              |                                              |                                              |                                                        |                                                        |                                                        |                                                        |                                                        |                                                        |                                         |                                         |                                              |                                              |                                              |                                              |                                              |                                              |  |  |                                             |                                             |                                             |                                             |                                             |                                             |                                     |                                     |                                                        |                                                        |                                                        |                                                        |                                                        |                                                        |                                                |                                                |                                                |                                                |                                             |                                             |                                             |                                             |                              |                              |                                                              |                                                              |                                                              |                                                              |                                                              |                                                              |                                            |                                            |                                            |                                            |  |  |  |  |
|                              |                              |                                                                   |                                                                   |                                                                   |                                                                   |                                                                   |                                                                   |                                             |                                             |                                             |                                             |                                             |                                             |                                |                                |                                              |                                              |                                              |                                              |                                                        |                                                        |                                                        |                                                        |                                                        |                                                        |                                         |                                         |                                              |                                              |                                              |                                              |                                              |                                              |  |  |                                             |                                             |                                             |                                             |                                             |                                             |                                     |                                     |                                                        |                                                        |                                                        |                                                        |                                                        |                                                        |                                                |                                                |                                                |                                                |                                             |                                             |                                             |                                             |                              |                              |                                                              |                                                              |                                                              |                                                              |                                                              |                                                              |                                            |                                            |                                            |                                            |  |  |  |  |
|                              |                              |                                                                   |                                                                   |                                                                   |                                                                   |                                                                   |                                                                   |                                             |                                             |                                             |                                             | 홍지승 2000년~ 홍정욱의 장녀                | 홍지승 2000년~ 홍정욱의 장녀                | 홍지승 2000년~ 홍정욱의 장녀   | 홍지승 2000년~ 홍정욱의 장녀   | 홍지승 2000년~ 홍정욱의 장녀                 | 홍지승 2000년~ 홍정욱의 장녀                 |                                              |                                              | 홍지수 2003년~                                         | 홍지수 2003년~                                         | 홍지수 2003년~                                         | 홍지수 2003년~                                         | 홍지수 2003년~                                         | 홍지수 2003년~                                         |                                         |                                         | 홍의승 2006년~                               | 홍의승 2006년~                               | 홍의승 2006년~                               | 홍의승 2006년~                               | 홍의승 2006년~                               | 홍의승 2006년~                               |  |  |                                             |                                             |                                             |                                             |                                             |                                             |                                     |                                     |                                                        |                                                        |                                                        |                                                        |                                                        |                                                        |                                                |                                                |                                                |                                                |                                             |                                             |                                             |                                             |                              |                              |                                                              |                                                              |                                                              |                                                              |                                                              |                                                              |                                            |                                            |                                            |                                            |  |  |  |  |

- 부인 : 박신일(朴信一)
  - 첫째 딸 : 손진실(孫眞實, 1901년 ~ 1990년, 다른 이름은 손원미(孫元美))
  - 첫째 사위 : 윤치창(尹致昌, 1899년 3월 5일 ~ 1973년 10월 1일)
  - 둘째 딸 : 손성실(孫誠實)
  - 둘째 사위 : 신국권
  - 첫째 아들 : 손원일(孫元一)
  - 첫째 며느리 : 홍은혜
    - 손자 : 손명원
    - 손자 : 손동원
    - 손자 : 손창원

  - 둘째 아들 : 손원태(孫元泰)
  - 둘째 며느리 : 이유신
    - 손녀 : 손영희, 미국인과 결혼
    - 손자 : 손정국
    - 손자 : 손정호

  - 셋째 딸 : 손인실(孫仁實)
  - 셋째 사위 : 문병기

## 같이 보기
- 대한민국 임시정부
- 손원일
- 윤치호
- 윤치창
- 이승만

## 참고 자료
- 김창수·김승일, 《해석 손정도의 생애와 사상 연구》 (도서출판 넥서스, 1999)